# 1813 في الولايات المتحدة
فيما يلي قوائم الأحداث التي وقعت خلال عام 1813 في الولايات المتحدة.

## سياسة

### تعيين في المنصب
- 1 يناير – جون تايلور نائب حاكم نيويورك [الإنجليزية]‏.
- 13 يناير – جون آرمسترونغ الابن وزير حرب الولايات المتحدة.
- 4 مارس – جون فورسيث عضو مجلس النواب الأمريكي.
- 4 مارس – روفوس كينغ عضو مجلس الشيوخ الأمريكي.
- 4 مارس – فيليكس جراندي عضو مجلس النواب الأمريكي.
- 1 يوليو – وليام كلارك حاكم ميسوري  [لغات أخرى]‏.
- 13 أكتوبر – لويس كاس حاكم ميشيغان [الإنجليزية]‏.
- 29 أكتوبر – وليام سانفورد بنينجتون حاكم نيو جيرسي [الإنجليزية]‏.

### انتهاء فترة المنصب
- 13 يناير – ويليام يوستيس وزير حرب الولايات المتحدة.
- 23 مارس – ويليام ه كراوفورد عضو مجلس الشيوخ الأمريكي.

## مواليد

### يناير
- 7 يناير – آن روتليدج
- 21 يناير – جون فريمونت سياسي أمريكي.
- 25 يناير – جيمس ماريون سيمز

### فبراير
- 7 فبراير – وليام هنري واشنطن سياسي أمريكي.

### مارس
- 29 مارس – جون يتشر سياسي أمريكي.

### أبريل
- 14 أبريل – جونيوس سبنسر مورغان
- 19 أبريل – ديفيد سيتيل ريد سياسي أمريكي.
- 23 أبريل – ستيفن أ. دوغلاس سياسي أمريكي.

### مايو
- 3 مايو – لوت م موريل سياسي أمريكي.
- 31 مايو – ألبرت غلاتين براون سياسي أمريكي.

### أغسطس
- 11 أغسطس – كاميهاميها الثالث

### ديسمبر
- 6 ديسمبر – ألبرت كيلوغ عالم نبات أمريكي.
- 10 ديسمبر – زكريا تشاندلر سياسي أمريكي.
- 20 ديسمبر – صموئيل جوردن كيركوود سياسي أمريكي.

## وفيات

### يناير
- 23 يناير – جورج كلايمر (مواليد 1739) سياسي أمريكي.

### فبراير
- 26 فبراير – روبرت ليفينغستون (مواليد 1746) قاضي أمريكي.

### أبريل
- 19 أبريل – بنجامين راش (مواليد 1746)
- 27 أبريل – زيبولون بايك (مواليد 1779)

### سبتمبر
- 12 سبتمبر – إدموند راندولف (مواليد 1753) سياسي أمريكي.

### ديسمبر
- 13 ديسمبر – بنجامين ستودرت (مواليد 1751) سياسي من الولايات المتحدة الأمريكية.